# 2010년 동계 올림픽 몬테네그로 선수단
2010년 동계 올림픽 몬테네그로 선수단은 캐나다 밴쿠버에서 개최된 2010년 동계 올림픽에 참가한 올림픽 몬테네그로 선수단이다.

## 알파인 스키
| 선수        | 종목        | 1차시기 | 2차시기 | 결과    | 결과 |
| 선수        | 종목        | 기록    | 기록    | 기록    | 순위 |
| ----------- | ----------- | ------- | ------- | ------- | ---- |
| 보얀 코시치 | 남자 대회전 | 1:27.74 | 1:30.29 | 2:58.03 | 61   |
| 보얀 코시치 | 남자 회전   | 56.15   | 59.17   | 1:55.32 | 40   |